# Сальма Солаун
Сальма Солаун (англ. Salma Solaun нар. 2005, Віторія, Іспанія)— іспанська гімнастка, що виступає в груповій першості. Срібна призерка чемпіонату Європи.

## Спортивна кар'єра
Почала займатися художньою гімнастикою у трирічному віці через непосидючість. Поєднувала з плаванням та фігурним катанням, але перевагу віддала художній гімнастиці.
Через травму лівого коліна змушена була пропустити чемпіонат світу 2021 року в Кітакюсю, Японія. У листопаді була прооперована.

## Результати на турнірах
| Рік                | Змагання           | Команда            | ГП                 | 5                  | 5                  |
| Юніорські змагання | Юніорські змагання | Юніорські змагання | Юніорські змагання | Юніорські змагання | Юніорські змагання |
| ------------------ | ------------------ | ------------------ | ------------------ | ------------------ | ------------------ |
| 2019               | Чемпіонат світу    | 7                  | 5                  | 5                  | 4                  |
| Дорослі змагання   |                    |                    |                    |                    |                    |
| Рік                | Змагання           | Команда            | ГП                 | 5                  | 3 + 2              |
| 2022               | Чемпіонат Європи   | 6                  | 5                  | 5                  | 2                  |
| 2022               | Чемпіонат світу    | 3                  | 3                  | 3                  | 5                  |
| 2023               | Чемпіонат світу    | 5                  | 3                  | 2                  | 4                  |
| 2024               | Чемпіонат Європи   | 5                  | 3                  | 2                  | 1                  |